# Элибекян, Роберт Вагаршакович
Роберт Элибекян (арм. Ռոբերտ Էլիբեկյան; 21 апреля 1941) — армянский художник, народный художник Армении (2008).

## Биография
Роберт Элибекян родился в Тбилиси 21 апреля 1941 года. В 1960 Элибекян переезжает в Армению и обосновывается в Ереване. В 1965 г. окончил Ереванский художественно-театральный институт, по окончании которого, с 1965 года, начинает плодотворную творческую деятельность, активно участвуя в различных республиканских и союзных выставках (Армения, Болгария, Польша, США, Германия, Латвия, Литва, Россия, Англия, Канада, Франция, Египет). С 1970 года Роберт Элибекян является членом Союза Художников Армении. На протяжении многих лет успешно выступал в качестве сценографа, как в театрах Армении, так и за рубежом. Наряду с этим являлся художником-постановщиком ряда фильмов на киностудии Арменфильм. Активная творческая деятельность художника нашла своё воплощение в ряде персональных выставок, организованных не только в Армении, Москве, Вильнюсе и других городах бывшего СССР, но и крупнейших центрах Европы и Америки.
Произведения Роберта Элибекяна экспонируются в Национальном музее Армении, Национальном музее Грузии, Государственной Третьяковской галерее, Музее искусства народов Востока (Россия), Музеях Италии, Музеях США:Белом доме, Вашингтон, Музее Алека Манукяна, Детройт, Музее Zimerli, Нью-Джерси, Музеях Франции: Елисейском дворце, Париж. В последние годы художник успешно сотрудничает с галереями «Soleil» (Канада) и «Daniel Besseiche» (Франция).

## Отзывы о художнике
Роберт Элибекян один из самых одаренных колористов Армении. Как никто, он владеет тайной цветовых гармоний. Его красочные созвучия утончены и разнообразны. Прихотливые, извилистые арабески линий, их «каллиграфичность», калейдоскоп красок, образующих орнаментальные узоры, игра света и тени — все это придает работам Элибекяна не только театральный, ни и восточный колорит. Восток — и в самих его персонажах, напоминающих то мифических цариц, то одалисок, воспетых европейскими мастерами от Энгра и Делакруа до Матисса (Н. Апчинская).

## Награды
- Заслуженный художник Армянской ССР (1977).
- Народный художник Республики Армения (26 мая 2008)[4].
- Государственная премия Армянской ССР (1981).
- Премия президента Республики Армения (2004).
- Орден Почёта (15 сентября 2017)[5].
- Медаль Мовсеса Хоренаци (31 марта 2001) — за значительные заслуги в области национальной культуры[6]
- Межгосударственная премия СНГ «Звёзды Содружества» за 2018 год[7].
- Почётный гражданин Еревана (2021)[8].